# Friedel Merzenich
Friedel Merzenich (eigentlich Barbara Elfriede Merzenich; * 21. Juli 1879 in Biebrich bei Wiesbaden; † 8. Juni 1956 in Berlin (West)) war eine deutsche Schriftstellerin und Journalistin. Sie war die einzige weibliche Redakteurin   einer deutschen Kriegszeitung im Ersten Weltkrieg.

## Leben und Wirken
Friedel Merzenich stammte aus einer Industriellenfamilie in Biebrich bei Wiesbaden.
Sie heiratete früh den polnisch-ungarischen Ernö von Katinszky und bekam die Söhne Hans (* 1898), Ernö (* 1900) und Joachim (1904–1943). In dieser Zeit lebte die Familie in Ungarn. Um 1910/1912 wurde die Ehe geschieden.
Danach versuchte Friedel Merzenich mit kunstgewerblichen Arbeiten und Beiträgen in Zeitschriften ihren Lebensunterhalt für sich und ihre Kinder zu verdienen.
Ende 1918 wurde sie in die besetzte französische Stadt Lille geholt, um für die deutsche Liller Kriegszeitung zu schreiben. Seit dem Frühjahr 1915 war sie dort als Redakteurin angestellt, als einzige Frau in einer der über über 90 deutschen Kriegszeitungen.
Sie betreute wahrscheinlich das Feuilleton, in dem viele literarische Beiträge erschienen, und die humoristischen Beiträge und Zeichnungen. Die Liller Kriegszeitung erschien alle drei Tage im Umfang von vier Seiten, mit Kriegsberichten, Informationen aus verschiedenen Sachgebieten und Unterhaltung. Sie war mit durchschnittlich 80.000 Exemplaren, zeitweise bis zu 110.000 Exemplaren, die verbreitetste deutsche Kriegszeitung in dieser Zeit und wurde auch in anderen Frontabschnitten und im Inland gelesen. Friedel Merzenich berichtete außerdem für das bekannte Berliner Tageblatt und für Die Woche, meist Alltags- und Naturbeobachtungen aus Lille und Umgebung im feuilletonistischen Stil. Im Oktober 1918 endete ihre Tätigkeit dort nach der französischen Rückeroberung der Region.
Danach verfasste Friedel Merzenich mehrere Romane und arbeitete seit 1922 für den Ullstein Verlag in der Linkstraße.
1923 heiratete sie ihren langjährigen Freund Paul Weiglin. Danach musste sie ihre Anstellung aufgeben, verfasste aber noch einige Romane.
Um 1944 wurde ihr Haus zerstört, Friedel Merzenich lebte aber überwiegend weiter in Berlin bis zu ihrem Tod 1956.

## Zitate
Der Herausgeber der Liller Kriegszeitung Paul Oskar Höcker lobte, dass sie

„(...) mit unzähligen stimmungsvollen und lustigen Beiträgen den Inhalt der ‚Liller‘ bereicherte und mit Takt und Feinsinn einem allzu
ungebundenen Soldatenton den Eingang in unser Blatt zu verwehren wußte.“

Ihr humoristisches Talent deutet sich in einem Brief an den befreundeten Illustrator Paul Arnold an.

„Ja und nun muss ich Ihnen doch noch erzählen, dass mein Lustspiel, von dem ich
Ihnen, als es noch im Embryozustand war, erzählte, fertig ist und bereits an 2 Bühnen angenommen wurde! Hoho! Wie ist es mit München? Sie haben doch Beziehungen zu Hund, Katz und Biber, kennen sie einen Direktor, dem ich das Stück einreichen kann?“

Von Friedel Merzenich ist eine kritische Textpassage über den Krieg und seine Auswirkungen erhalten, als sie ihre Erinnerungen an die erste Nacht im besetzten Lille beschrieb.

„Da steht er nun, der Riese, der Krieg, und rührt seine Trommel; und sein Ruf bringt Tod, Verderben und Not. Es erfaßt mich ein tiefer, grimmiger Schmerz, da ich zum erstenmal die Donnerstimme des Krieges vernehme, daß ich ganz verzweifelt die Hände ineinander presse. (...) Und jeder Schuß zeigt mir Bilder, die mich erbeben lassen. Ich sehe nicht Freund, nicht Feind, ich sehe nur Menschen, verwundete schuldlose Menschen, in deren Augen ein großes Fragen steht (...). Man muß fern von zu Hause sein, um das Wort ‚Krieg‘ in seiner ganzen Furchtbarkeit zu erkennen.“

Ansonsten vermied sie Beschreibungen von konkreten Kriegsereignissen oder verharmloste und beschönigte sie.

## Publizistische Texte
Friedel Merzenich verfasste zahlreiche Texte für die Liller Kriegszeitung, das Berliner Tageblatt, Die Woche und weitere Zeitschriften.
Sie veröffentlichte außerdem zwei Bücher mit ausgewählten Beiträgen aus der Liller Kriegszeitung sowie ein Lustspiel und einige Romane.
Bücher
- Das Tor der Wünsche, Roman, 1916, Neuauflage Gelsenkirchen 1950
- Der Hahn im Korbe, Lustspiel, 1917, wahrscheinlich mehrfach aufgeführt

- Liller Guckkasten, Lille 1918, mit feuilletonistischen Beiträgen aus der Liller Kriegszeitung
- Das Schiffermännchen, Roman, 1918

- Der jüngste Runnstedt, Roman, 1921, Neuauflagen 1934, 1935
- Der fremde Vogel, Roman, Bibliographisches Institut Leipzig, 1921 Digitalisat
- Strandkorb 57, Roman, Ullstein-Bücher, Berlin 1921
- Der Witwer, Roman, Engelhorns, Stuttgart 1923[8]
- Fräulein Pelikan, Roman,  Brunnen K. Winckler, Berlin 1924
- Die Teufelsschlinge, Roman, Oldenburg, Leipzig 1924
- Der gelbe Schrecken, Roman, Brunnen K. Winckler, Berlin 1927[9]